# Dorymyrmex planidens
Dorymyrmex planidens är en myrart som beskrevs av Mayr 1868. Dorymyrmex planidens ingår i släktet Dorymyrmex och familjen myror. Inga underarter finns listade i Catalogue of Life.